# Serhij Szewcow
Serhij Anatolijowycz Szewcow, ukr. Сергій Анатолійович Шевцов (ur. 31 grudnia 1975 w Chersoniu) – ukraiński piłkarz, grający na pozycji napastnika, trener piłkarski.

## Kariera piłkarska

### Kariera klubowa
W 1992 rozpoczął karierę piłkarską w Krystale Cherson. Potem grał w klubach Meliorator Kachowka, Tawrija Chersoń, Torpedo Arzamas, Drużba Arzamas, Olimpia Zambrów, Dnipro Dniepropetrowsk, Dyskobolia Grodzisk Wielkopolski, KZEZO Kachowka, Worskła Połtawa, Tawrija Symferopol i Zakarpattia Użhorod. W 2007 zakończył karierę piłkarską w miejscowej drużynie Syhma Chersoń.
W polskiej I lidze rozegrał w barwach Dyskobolii 1 mecz oraz w trzecioligowej Olimpii Zambrów 4 mecze.

## Kariera trenerska
Po zakończeniu kariery piłkarskiej rozpoczął pracę szkoleniową. Od 29 lat pracował z dziećmi, a potem przez 4 lata z drużyną amatorską Enerhija Nowa Kachowka, z którą awansował do drugiej ligi. W czerwcu 2012 zgodził się na propozycję kierować pierwszoligowy klub Krymtepłycia Mołodiżne. Na początku grudnia 2012 za obopólną zgodą kontrakt został anulowany. W marcu 2013 objął stanowisko głównego trenera Krystału Chersoń. Na początku listopada 2016 z przyczyn osobistych podał się do dymisji, chociaż klub wygrał ostatnie 2 mecze. 14 września 2018 ponownie objął posadę trenera Krystału Chersoń. 25 kwietnia 2019 zmienił stanowisko na krzesło dyrektora sportowego. 28 czerwca 2019 wrócił na stanowisko trenerskie.

## Sukcesy i odznaczenia

### Sukcesy klubowe
- brązowy medalista Mistrzostw Ukrainy: 2001

### Sukcesy trenerskie
- brązowy medalista Ukraińskiej drugiej ligi: 2011